# Gary Barden
Gary Barden (Royal Tunbridge Wells, 27 augustus 1955) is een Brits zanger. Hij werd bekend als frontman van de Michael Schenker Group (M.S.G.) waarin hij zong van 1979 tot 1984, met een korte onderbreking tussen 1982-1983. Barden werd in 1984 ontslagen nadat ontdekt werd dat een sessiemuzikant de gitaarsolo's van Barden speelde tijdens live-optredens.
In de tussentijd werkte hij met onder andere met Gary Moore. Sinds 2006 is hij zanger van de bands Silver en Statetrooper.
- Biblioteca Nacional de España: XX1589295
- Gemeinsame Normdatei: 142551627
- International Standard Name Identifier: 0000 0000 9158 9922
- MusicBrainz: f2ad94ef-e41c-4624-8a34-e908e79379e0
- Virtual International Authority File: 134051585
- WorldCat: E39PBJyhjFwptC7bD4Jvwrxbh3